# フランシス・ド・ミオマンドル
フランシス・ド・ミオマンドル（仏: Francis de Miomandre、1880年5月22日 - 1959年8月1日）は、フランスの小説家。本名はフランソワ・フェリシアン・デュラン（François Félicien Durand）。トゥール出身。
1908年に著されたマルセイユの風俗や青春への決別を描いた代表作『水に描く』は同年のゴンクール賞受賞作としても知られる。

## 生涯
1880年5月22日、アンドル＝エ＝ロワール県のトゥールに生まれ、マルセイユで勉強を学んだ。
スペイン文学に関心を示し、スペインの作家ミゲル・デ・セルバンテスやペドロ・カルデロン・デ・ラ・バルカ、ミゲル・デ・ウナムーノ、キューバの作家リディア・カブレラ、グアテマラの作家ミゲル・アンヘル・アストゥリアス、ブラジルの作家マシャード・デ・アシスらの作品をフランス語に翻訳し、スペイン文学やラテンアメリカ文学をフランスに紹介した。
青年時代を過ごしたマルセイユを背景に『水を描く（Écrit sur de l'eau...）』を始めとした著作で知られるが、コントや随筆も著した。
1959年8月1日に亡くなる。

## 主な作品
作風は初め自然主義文学的な作風だったが、後に幻想文学的な作風になった。
- 1908年、『水を描く（Écrit sur de l'eau...）』 - 川口篤訳（実業之日本社、1940年）
- 1933年、『おっとせい（Otarie）』